# St. Georg (Allfeld)

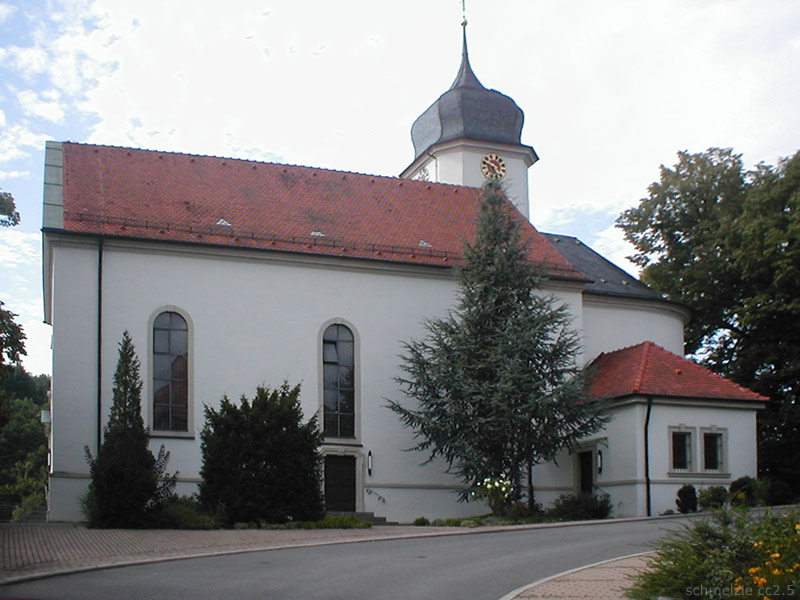
Pfarrkirche St. Georg in Allfeld

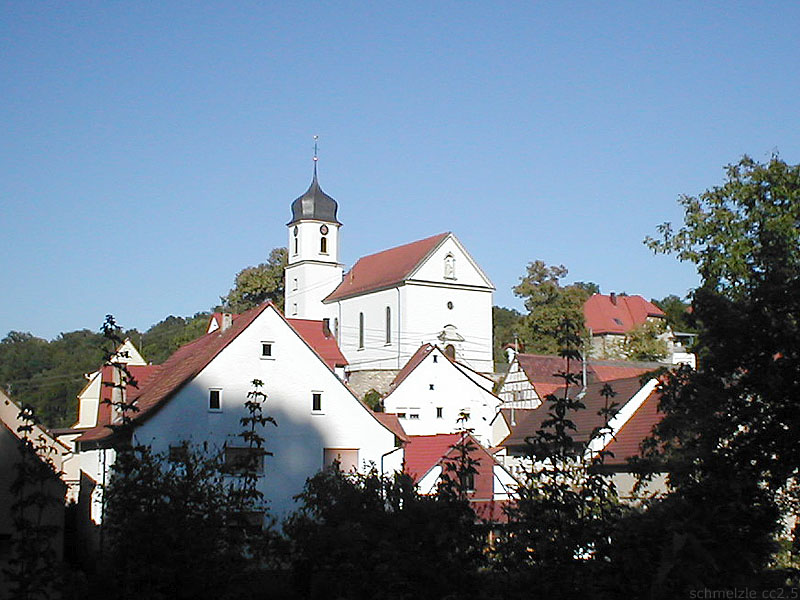
Blick über Allfeld zur Pfarrkirche St. Georg

Die katholische Pfarrkirche St. Georg in Allfeld im Neckar-Odenwald-Kreis ist eine barocke Kirche aus dem Jahr 1743. Sie entstand an der Stelle der ehemaligen Burgkapelle und ist heute das markanteste Gebäude des Ortes. Die Kirche gehört zur Pfarrgemeinde St. Georg der Seelsorgeeinheit Billigheim-Neudenau-Schefflenz im Dekanat Mosbach-Buchen der Erzdiözese Freiburg. 

## Lage
Die Kirche befindet sich auf einer Anhöhe des Schefflenztals und ist so von allen Seiten gut zu sehen.

## Geschichte

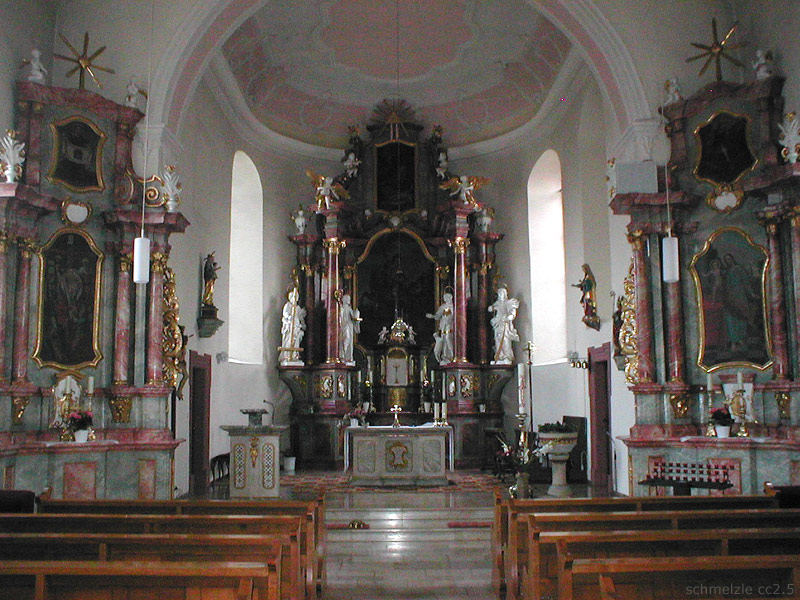
Innenraum

Im Mittelalter stand in Allfeld in der Nähe der heutigen Pfarrkirche eine Burg. Diese wurde im Dreißigjährigen Krieg 1646 zerstört.
Mit der Burg verbunden war eine Burgkapelle, die bei der Zerstörung der Burg erhalten blieb und dem Schutzpatron St. Georg geweiht war.
Pfarrkirche der 1404 von Neudenau abgetrennten Pfarrgemeinde Allfeld war jedoch nicht diese Kapelle, sondern die St. Kilianskirche (heute St.-Anna-Kapelle) beim Friedhof, da sich dort damals das Siedlungszentrum des Ortes befand.
Im Dreißigjährigen Krieg wurden neben der Burg auch viele Häuser des Ortes zerstört. Nach dem Krieg siedelten die überlebenden Einwohner alle in der Nähe der Burgkapelle. Diese wurde seither als Pfarrkirche genutzt.
Als die Bevölkerungszahl des Ortes wieder wuchs, wurde die Kapelle bald zu klein. Daher wurde 1742 mit dem Bau der neuen Pfarrkirche begonnen.
Baumeister der neuen Kirche war Georg Philipp Wenger aus Neckarsulm, der im gleichen Jahr auch die St. Laurentiuskirche im benachbarten Neudenau erbaute.
Am 4. April 1742 wurde der Altar der alten Kirche abgebrochen. Danach erfolgte der Abriss der alten Burgkapelle. Die Grundsteinlegung zum Neubau erfolgte am 5. Juni 1742 durch den damaligen Pfarrer Johann Adam Schwarz an der Stelle der Vorgängerkirche. Beim Bau wurden Kalksteine und wahrscheinlich auch Steine der alten Kirche sowie der Burgruine verwendet.

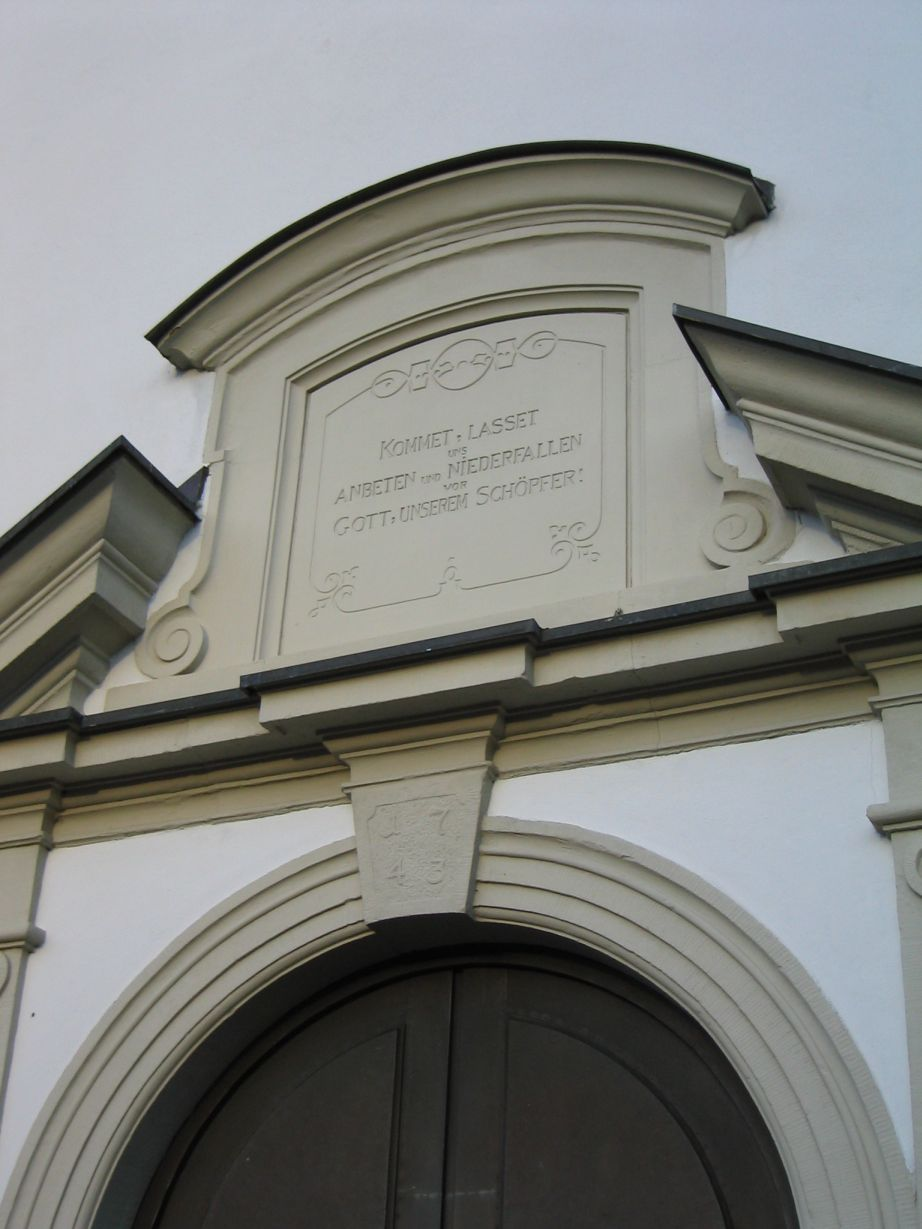
Detail des Portals

Im Herbst 1743 war der Rohbau fertiggestellt. Von der Innenausstattung waren der Hochaltar und das Gestühl vorhanden. Am 19. September 1743 erfolgte die vorläufige Benediktion der Kirche durch den Ortspfarrer Schwarz. Die eigentliche Konsekration erfolgte Ende Oktober 1748 durch den Würzburger Weihbischof Daniel Johann Anton von Gebsattel. Auch die neue Kirche wurde dem heiligen Georg geweiht.
In den darauffolgenden Jahren wurden die beiden Seitenaltäre beschafft. 1788 wurde der Bodenbelag und die Ausmalung der Kirche fertiggestellt.
1929 erfolgte an der Südseite der Kirche der Neubau der Sakristei. Bis dahin wurde das Untergeschoss des Turmes an der Nordseite als Sakristei genutzt.
1968 wurde der Chorraum neu gestaltet. Der Hochaltar wurde an die Wand zurückversetzt, ein Zelebrationsaltar, ein Ambo und die Ewig-Licht-Lampe angeschafft. Hinzu kam der Einbau einer Lautsprecheranlage.

## Ausstattung

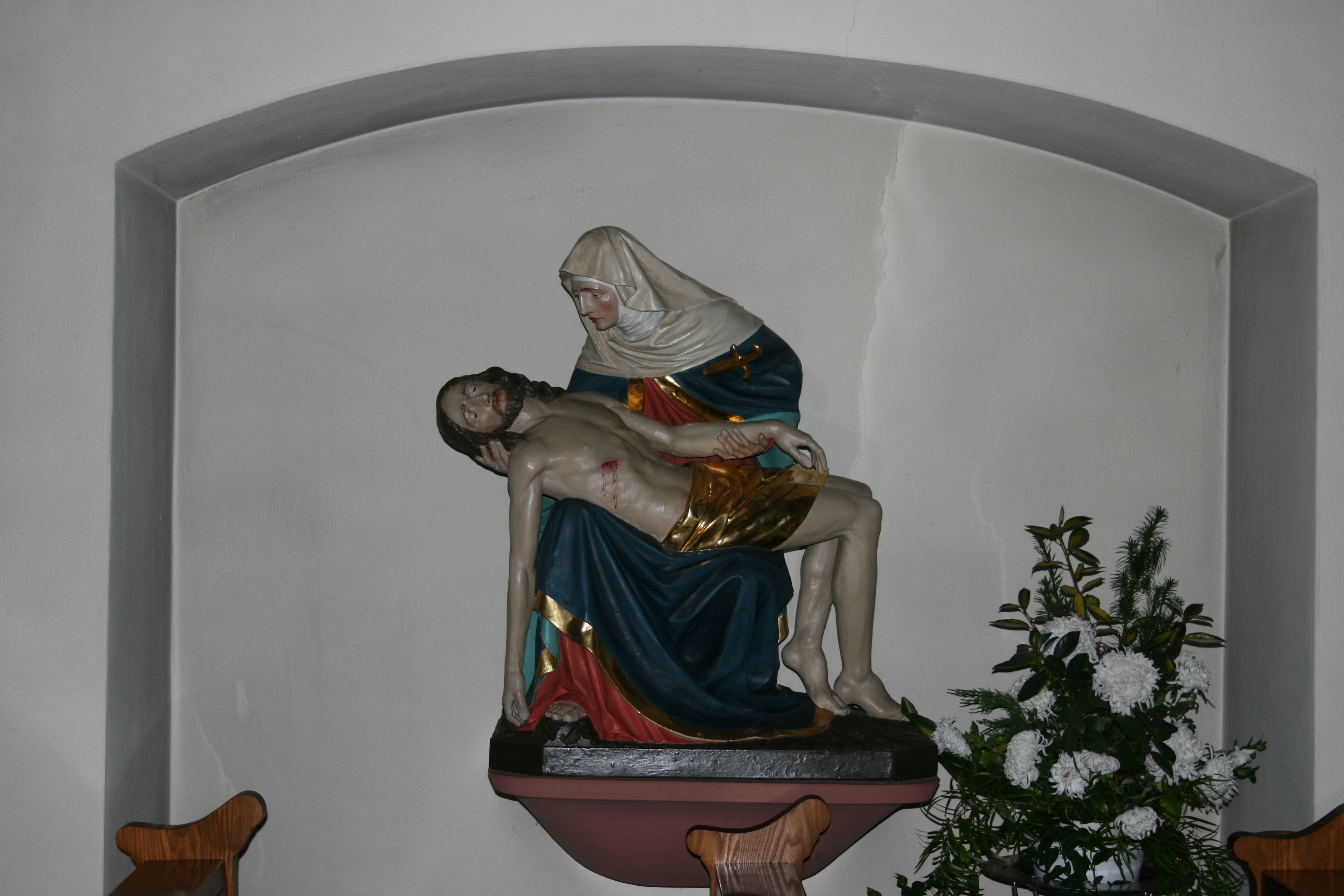
Pietà

Im Chorraum befindet sich links eine Statue der hl. Anna, rechts die Jungfrau Maria. Daneben befindet sich ein gotisches Halbrelief des hl. Kilian. An der linken Seite hängt ein großes Barockkreuz.
An der linken Seite des Kirchenschiffs befindet sich seit den 90er Jahren des 19. Jahrhunderts eine barocke Pietà, daneben an der Wand eine Statue von Maria als Himmelskönigin.
An der Wand des Kirchenschiffes sind die Stationen des Kreuzwegs zu sehen.
Das einzig erhaltene Deckengemälde zeigt die Kreuzigung Jesu eines Walldürner Malers.

### Altäre

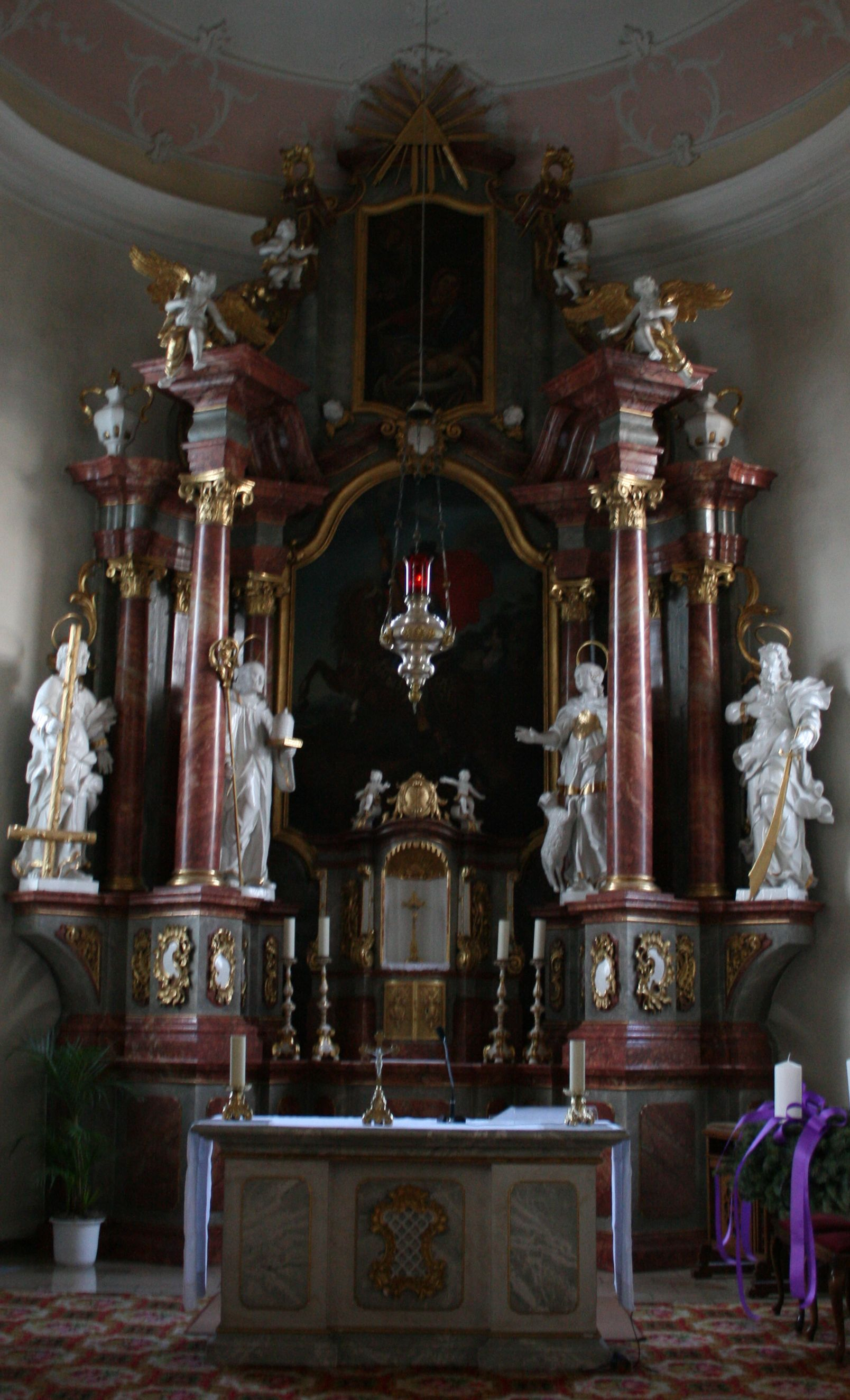
Hochaltar

Das Altarbild im Hochaltar zeigt den hl. Georg im Kampf mit dem Drachen. Darüber befindet sich ein Bild der Gottesmutter Maria mit dem Jesuskind in der Krippe umgeben von Engeln.
Auf dem Hochaltar befinden sich vier Statuen (von links nach rechts):
- hl. Petrus mit dem umgekehrten Kreuz.
- hl. Ambrosius mit Bienenkorb, Buch und Bischofsstab
- hl. Agnes mit Lämmchen
- hl. Paulus mit Schwert

Das Gemälde im rechten Seitenaltar stellt den hl. Josef dar. Darüber befindet sich ein Bild des Erzengels Michael.
Der linke Seitenaltar zeigt die Kreuzabnahme und darüber ein Bild der Veronika mit dem Schweißtuch Jesu.

### Orgel
Die Orgel wurde von der Orgelbauanstalt Maximilian Bader (Hardheim) erbaut. Das Instrument hat 12 Register auf zwei Manualen und Pedal. Die Spiel- und Registertrakturen sind mechanisch. Das kleine Instrument ist mit einer Suboktavkoppel (II/I) sowie zwei Superoktavkoppeln (II/I, I/I) ausgestattet.
| I Hauptwerk C–f3 |              |       |
| 1.               | Prinzipal    | 8′    |
| 2.               | Gamba        | 8′    |
| 3.               | Gedackt      | 8′    |
| 4.               | Oktav        | 4′    |
| 5.               | Traversflöte | 4′    |
| 6.               | Mixtur       | 2 ⁄3′ |

| II Positiv C–f3 |            |    |
| 7.              | Flöte      | 8′ |
| 8.              | Salicional | 8′ |
| 9.              | Aeoline    | 8′ |
| 10.             | Dolze      | 4′ |

| Pedal C–d1 |           |     |
| 11.        | Subbass   | 16′ |
| 12.        | Oktavbass | 8′  |

- Koppeln: II/I (auch als Sub- und Superoktavkoppel), I/P, II/P, I/I als Superoktavkoppel
- Spielhilfen: Feste Kombinationen (tutti, mf, p)

### Glocken

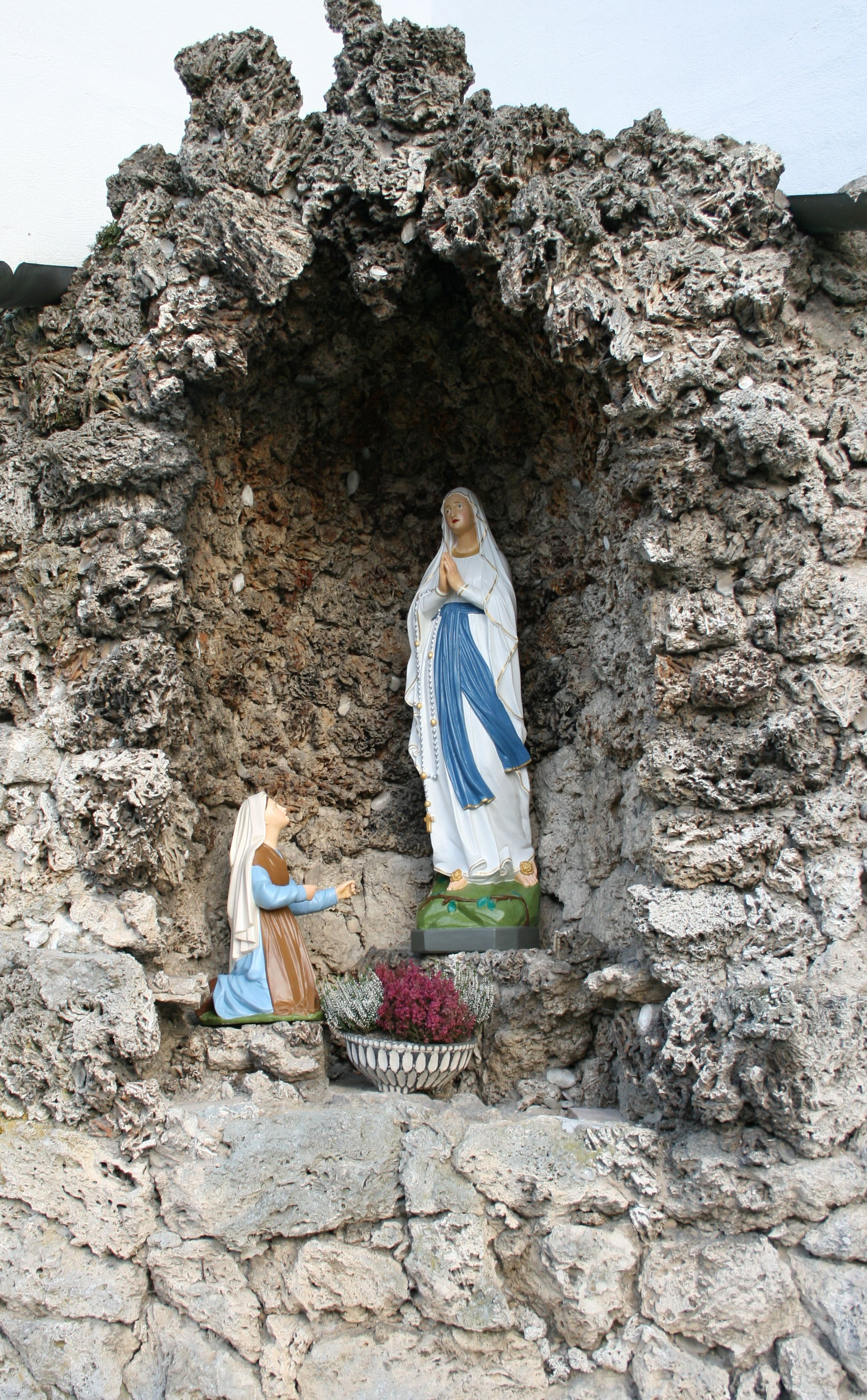
Lourdes-Grotte

In der Kirche befinden sich heute wieder drei Glocken, die alle von der Gießerei Gebr. Bachert in Oberkochen gegossen wurden.
1942 mussten die beiden größeren Glocken an die Rüstungsindustrie abgegeben werden. Die größte stammte aus dem Jahr 1881 und wog 700 kg, die kleinere aus dem Jahr 1920 wog 480 kg. Daher war nach dem Zweiten Weltkrieg nur noch die kleine Glocke aus dem Jahr 1920 vorhanden. 1950 wurden zwei neue Glocken in Auftrag gegeben.
| Glocke | Name           | Gussjahr | Gewicht | Durchmesser | Schlagton | Inschrift |
| ------ | -------------- | -------- | ------- | ----------- | --------- | --- |
| 1      | Christusglocke | 1950     | 650 kg  | 1060 mm     | g′        | „O DU LAMM GOTTES, WELCHES HINWEGNIMMT DIE SÜNDEN DER WELT, SCHENKE UNS DEN FRIEDEN“ und „PFARREI ALLFELD 1950“                                                                             |
| 2      | Marienglocke   | 1950     | 460 kg  | 945 mm      | a′        | „ERHABENE MUTTER UNSERES HERRN, DU HIMMELSPFORTE, MEERESSTERN! HILF DEINEM VOLKE, WELCHES FIEL UND VON DEM FALL ERSTEHEN WILL“                                                              |
| 3      | Annaglocke     | 1920     | ? kg    | 815 mm      | c″        | „SKT. ANNA EHRT MAN LANGE SCHON ALS ALLFELDS HEILIGEN ORTSPARTRON DEN FRIEDEN KUEND ICH LAND UND LEUT NACH DES SCHWEREN KRIEGES LEID. 1920.“ und „GEGOSSEN VON GEBR. BACHERT IN KOCHENDORF“ |

### Lourdesgrotte
An der Nordseite der Kirche befindet sich eine Lourdes-Grotte.